# Marthe Kasalu
Marthe Kasalu, née le 20 mai 1937 dans le Kasaï-Central, est une personnalité congolaise, veuve de l'ancien opposant Étienne Tshisekedi du pouvoir en place de la république démocratique du Congo depuis l'époque de Mobutu Sese Seko (Zaire) et mère biologique du président Félix Tshisekedi,,.

## Biographie
Marthe Kasalu exerce une influence énigmatique sur le pouvoir exécutif de son fils et se voit attribuer plusieurs surnoms qualificatifs,,. À la veille des élections législatives de 2023 en RDC, des rumeurs ont circulé autour d'elle mais qui ont été très rapidement dementis,,.

## Distinctions
Un trophée portant le nom de Marthe Kasalu est créé par le ministère de la Culture et Arts pour primer les épouses des personnalités ayant marqué positivement l'humanité.